# Partido judicial de Guadix
El partido judicial de Guadix es uno de los nueve partidos judciales en los que se divide la provincia de Granada, en España.

## Ámbito geográfico
El ámbito territorial, que viene regulado por el Real Decreto 529/1983, de 9 de marzo, comprende los municipios:
| - Alamedilla - Albuñán - Aldeire - Alicún de Ortega - Alquife - Beas de Guadix - Benalúa - La Calahorra - Cogollos de Guadix - Cortes y Graena - Darro - Dehesas de Guadix - Diezma - Dólar - Ferreira - Fonelas - Gobernador | - Gor - Gorafe - Guadix - Huélago - Huéneja - Jérez del Marquesado - Lanteira - Lugros - Marchal - Morelábor - Pedro Martínez - La Peza - Polícar - Purullena - Valle del Zalabí - Villanueva de las Torres |